# نمس جاوي
النمس الجاوي (الإسم العلمي: Urv javanica) هو نوع من أنواع النمس موطنه الأصلي جنوب شرق آسيا

## التوزيع والموائل
النمس الجاوي هو نوع من أنواع النموس التي تعيش في ميانمار وتايلاند وكمبوديا وفيتنام ولاوس وشبه جزيرة ماليزيا وجزر سومطرة وجاوة الإندونيسية، حيث يعيش على ارتفاع يصل إلى 1800 متر (5900 قدم)، وجوده في الصين غير مؤكد، في تايلاند ، تم تصوير النمس الجاوي بواسطة مصائد الكاميرات في مجموعة متنوعة من الموائل، بما في ذلك الغابات المتساقطة المختلطة المتدهورة، والغابات الجافة دائمة الخضرة والغابات الجافة ذات الثمار ثنائية الأوراق ، وكذلك في المزارع المهجورة وحقول الأناناس.

### الأنواع الغازية
في أوروبا، تم إدراج هذا النوع منذ عام 2016 في قائمة الأنواع الغريبة الغازية التي تثير قلق الاتحاد الأوروبي، وهذا يعني أنه لا يمكن استيراد هذا النوع أو تربيته أو نقله أو تسويقه أو إطلاقه عمدًا في البيئة في جميع أنحاء الاتحاد الأوروبي.

## صراعه مع الأفاعي

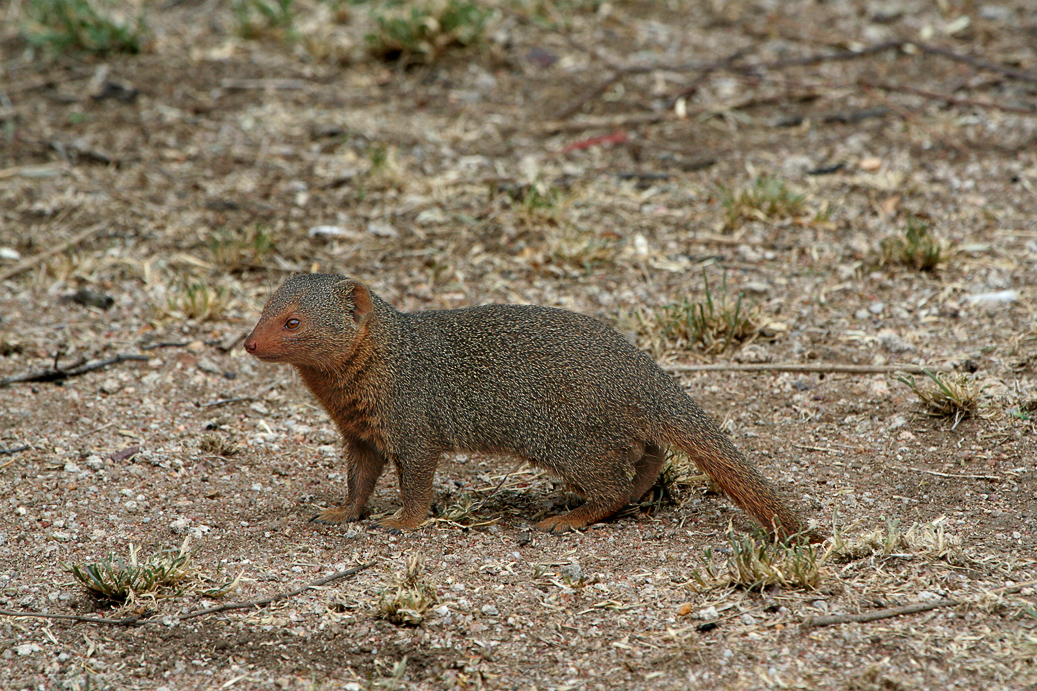

اشتهر النمس ببراعته ومهارته في القضاء على الأفاعي السامّة، ويرجع السبب في ذلك إلى سرعته الفائقة ورشاقته، إذ يغرس أسنانه الحادة التي تشبه رؤوس الإبر في عنق الأفعى بعد مراوغات معها ينتصب خلالها شعر الجسم والذيل جميعه ويبدو النمس ضعف حجمه. كما أن الذنب ينتصب ويتحول إلى فرشاة قاسية يحك بها وجه خصمه حتى أن ناب الأفعى يعجز عن التأثير على هذه الحزمة من الشعر. ويذكر أنه ليس لدى النمس حصانة ضد سم الأفاعي، لكنه غالبا لا يعطيها الفرصة للدغه، ولديه بعض المقاومة للسم. وعلى الرغم من شراسة النمس إلا أنه إذا استأنسه الإنسان صغيرا، فإنه يصبح أليفا ويتحول إلى حيوان مدلل لعوب.

## النمس المقدس
اعتقد المصريون القدماء أن النمس حيوان مُقدّس حتى أسموه فأر فرعون وذلك لإبقائه على أعداد التماسيح عند حد معين في نهر النيل، إذ كان يتغذّى على بيضها. وهناك أسطورة تقول أن النمس قد يتسلل إلى فم التمساح ويتعدى البلعوم والحنجرة ليمَزّق أحشاءه ويصل إلى القلب ليمزقّه ويأكله.

## حاسة السمع وصيد الفرائس
يتمتّع النمس بحاسة شم قوية جدا، ويستشعر الروائح من بعيد ويحس بحركة الهواء باتجاه العدو. وتمنحه حاسة الشم القدرة على استكشاف مواقع الشقوق والحفر والقنوات ومعرفة ما بداخلها من فرائس.
يتغذّى النمس على الجرذان والفئران والسقايات والحشرات والحيوانات الصغيرة والحبوب والثمار، إلا أنه شديد الولع بأكل البيض. وتصيد النموس فرائسها بين الحشائش والنباتات القصيرة. وتبقى على اتصال مع بعضها من خلال صوت سقسقه مستمرة كالطيور.
تساعد معيشة النمس في البيئات الشجرية القريبة من القرى والهجر والمدن وتنوّع غذاءه على حمايته وتقليل فرص تعرضه لخطر الانقراض.
تشتهر ذكور النموس بعراكها العنيف فيما بينها، إذ يتشابك النمسان كالقطط البرية مستعملة الأسنان والكفين كأسلحة تتشابك حتى يبدو وكأن كل منهما يمزّق الآخر مع إصدارهم لصراخ عال، لكن المعركة غالبا تنتهي من غير إصابة أحدهما بسوء وقد أدخل النمس إلى نيوزيلندا وجزر الهند الغربية لمكافحة الأفاعي والجرذان، إلا أنه أحدث تدهورا خطيرا في التنوع البيولوجي بقضائه على أنواع محلية كثيرة. لذلك تمنع الكثير من الدول إدخاله إليها كالولايات المتحدة وكندا.

## معلومات
لولا نشاط النمس والعرسة لارتفع معدل تكاثر الجرذان في العالم فهذان الحيوانان يأكلان الفئران ويتغذيان عليها ويخلّصان العالم من (شرورها) خارج معامل العلماء.